# Neotheora chiloides
Neotheora chiloides är en fjärilsart som beskrevs av Kristensen 1978. Neotheora chiloides ingår i släktet Neotheora och familjen Neotheoridae. Inga underarter finns listade i Catalogue of Life.